# Duoprisme

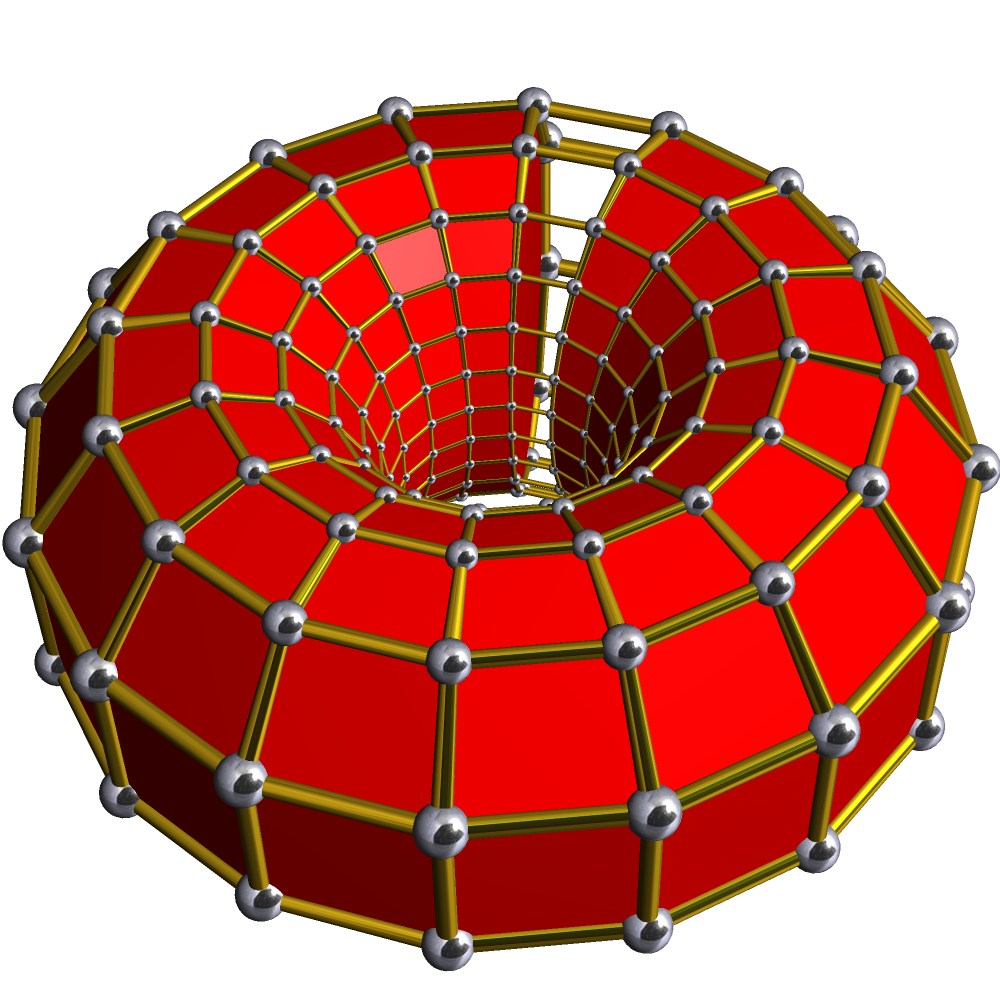
Image 3D d'un duoprisme.

En géométrie, un duoprisme est un polytope obtenu par le produit cartésien de deux polytopes à deux dimensions ou plus (ce qui exclut les hyperprismes qui sont obtenus par produit cartésien d'un polytope et d'un segment). Le produit cartésien d'un n-polytope et d'un m-polytope est un n+m polytope (avec m et n supérieurs ou égaux à deux).
Les duoprismes de dimension la plus petite sont donc de dimension 4 (2 + 2 = 4  polygone x polygone = polychore).